# 陳繼承

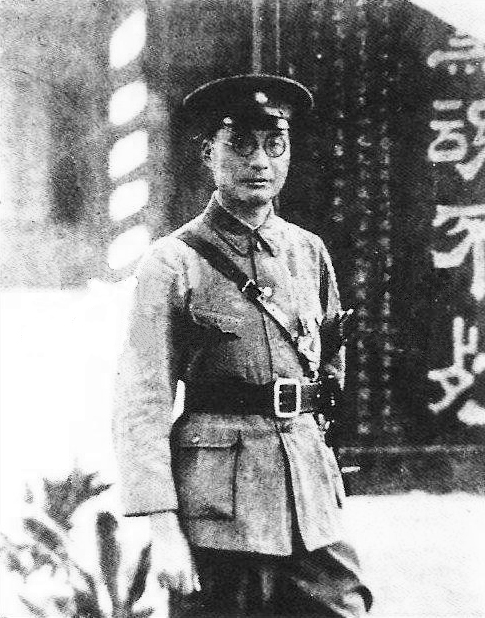

陈继承（1893年6月11日—1971年12月10日），号武民，江苏靖江人。中华民国军事人物。蒋介石的嫡系。

## 生平

### 任教黄埔
陈继承自幼入家塾，家乡儒师杨逸清是他的启蒙老师。他14岁毕业于江苏陆军小学堂第三期，后入陆军第四中学（位于南京）第三期，其间加入中国同盟会。1909年广州新军起义失败后，他秘密赴广州企图再次发动起义，因未果而回到江苏。1911年10月武昌起义爆发之后，陈继承于南京从事光复活动。中华民国成立后，1913年二次革命爆发，他参加了国民党的秘密军事联络。
1914年1月，他考入保定陆军军官学校第二期步兵科，于1916年5月毕业。毕业后，他被分发到北洋陆军第七十二混成旅第一团第一营担任见习官，不久回到家乡。在家乡，他曾任靖江县商会武装民团教官，其间同张志辉结婚。1918年10月，陈继承受连襟赵伯先（又名赵琛）举荐，并应陆军小学堂同学李明扬之邀，赴广东。1921年，他任驻粤赣军总指挥部副官，驻粤建国赣军第一师步兵团连长、营附、支队参谋长。
1924年5月，陈继承任黄埔军校教授部战术教官，1924年10月任黄埔军校教导团第一团（何应钦任团长）第二营营长。1924年11月，他在广州与吴慕墀结婚。1925年1月，陈继承任黄埔军校第三期入伍生总队第一营营长，任内率部参加平定广州商团叛乱及讨伐滇桂军阀的战斗。革命军第一次东征时，他奉命率一个营防守广州的东郊。同年5月，他兼任黄埔军校本部战术教官。

### 國民革命軍初期
1925年8月，陈继承轉任国民革命军第一军下屬第2師（王懋功任师长）第6團团长，参加國民革命軍第二次东征。10月惠州战役中，他改任第二师第四团团长，率部参与讨伐陈炯明部的河源、华阳战斗。
1926年7月北伐戰役正式發動，陳繼承時任第4團團長。第2師協同國民革命軍第四軍北進湖南，參與了汀泗桥战斗，因戰功陳繼承升任第2師副师长。1926年12月，陳繼承轉任新編給第一軍的國民革命軍第22師師長，率部参加武昌戰鬥。由於江西省北伐戰役進攻不順，第2師從湖北省轉移至江西省，投入参加南昌战斗，任北伐东路军（何应钦任总指挥）第二纵队第22師师长。南昌戰役勝利後，陳繼承繼續指揮22師參與浙江省一帶的北伐戰爭。
民國十六年（1927）夏，陳繼承轉任国民革命军第一军下屬之國民革命軍第22師師长，率部参加第一次渡江北伐津浦路诸战役，後因前線敗於直魯聯軍，部隊撤回長江以南，因此22師參與了同年8月的龍潭戰鬥。
1927年9月，陈继承任国民革命军第一集团军（蒋介石兼任总司令）第一路军（何应钦任总指挥）國民革命軍第九軍（軍長顾祝同）下轄之國民革命軍21師師長，再度率部渡过长江投入第二期北伐。北伐勝利後，1928年7月国民革命军编遣時，第九軍與國民革命軍第三十二軍合併縮編為國民革命軍第3師，顧柱同升遷，師長由三十二軍軍長钱大钧擔任，第3師副師長由陳繼承接任。不久，他兼任江南剿匪司令部副司令官。
民國十八年（1929）1月，錢大鈞因「師內高級軍官擅離職守」之罪名遭到撤職，陈继承出任第3师代理师长，並指揮部隊南下廣東省投入蔣桂戰爭，因蔣桂戰爭南京方面獲勝，同年9月陳繼承真除師長職務。民國十九年（1930）1月，陳繼承獲頒三等寶鼎勳章。同年5月，陳繼承率領第3師参加中原大战，編入讨逆军南路集团军（刘峙任总司令）作戰序列，于邢台击败石友三指揮的第4方面軍。1931年1月，陳繼承獲頒二等宝鼎勋章。

### 第一次国共内战
1931年7月，他代理陆军第一军军长，兼河南洛阳卫戍司令部司令官。1932年6月任陆军第一军军长。1932年6月兼任豫鄂皖三省边区剿匪总司令部（蒋介石任总司令）中路军（刘峙任总司令）第二纵队指挥官，指挥中央军第二师、第三师、第五师、第八十师对鄂豫皖苏区红四方面军展开第四次围剿。1932年12月，他兼任豫南特别区善后委员会副委员长、豫南清剿区指挥部指挥官、河南省第九区行政督察专员。1933年7月，任赣粤闽湘鄂剿匪军西路军（何键任总司令）第三纵队司令官，率陆军第三十六师、第五十师和三个步兵旅参加对红一方面军及中央苏区的第五次围剿。1934年11月任国民政府军事委员会驻赣绥靖主任公署（顾祝同任主任）第四绥靖区司令部司令官，率部驻江西修水，领导陆军第二十六师、第三十三师、第五十八师以及四个旅和一个宪兵团。1935年4月，他获国民政府任为陆军中将。
1935年4月10月任湘鄂赣边区剿匪总指挥部总指挥。1935年10月任武汉警备司令部司令官，1935年11月当选中国国民党第五届中央执行委员。1936年7月9日获国民政府颁国民革命军誓师十周年纪念勋章。同年11月获二等云麾勋章。同年11月任豫鄂陕边区绥靖公署主任。
1936年12月12日西安事变发生时，陈继承夫妇同蒋鼎文、陈诚、万耀煌等高级将领被扣在西京招待所。12月27日，陈继承夫妇与被扣留的15个人乘福特飞机自西安返南京。

### 抗日战争
1937年4月，陈继承接替张治中任南京中央陆军军官学校教育长，并曾兼任中央陆军军官学校本部教育处处长。抗日战争爆发后，陈继承负责将中央陆军军官学校本部迁往中国西南，仍任该校教育长，并兼任成都中央陆军军官学校军官教育队队长。
1938年2月，他任国民政府军事委员会军事训练部次长，1939年春兼任四川省党政军干部训练团主任、四川新兵补充训练总处处长等职务。1939年夏，陈继承主持组建第十四、第二十五补充兵训练总处，1942年初分别被改编成陆军新编第三十三师、新编第三十师。1942年5月，由於中央陸軍官校學生在成都鬧事，被蔣中正以訓導無方的名義撤職，其教育長一職由萬耀煌接任。
此后他在重庆闲居近两年。1944年2月，他经刘峙推荐，任重庆卫戍总司令部副总司令。1944年12月，调任川鄂陕甘边区总司令部总司令等职务。1945年2月，调任第六战区副司令长官，驻湖北恩施。1945年3月，获一等云麾勋章。1945年5月20日，他到重庆参加了中国国民党第六次全国代表大会，当选中央执行委员。

### 第二次国共内战
抗日战争结束后，1945年10月10日陈继承获忠勤勋章。后来，他出任第十一战区第一副司令长官，兼北平前进指挥所主任，在北平主持华北日军受降。1946年5月，他获胜利勋章。1946年8月任扩编以后的北平警备总司令部总司令。1946年11月获美国政府所颁總統自由勳章。1947年1月获光华甲种一等奖章。1947年2月第十一战区司令长官部撤销，他改任保定绥靖公署副主任，兼保定绥靖公署北平指挥所主任、北平警备总司令部总司令等职务。1947年12月1日，保定绥靖公署同张垣绥靖公署合并为华北剿匪总司令部（傅作义任总司令），陈继承任第一副总司令，1948年他下令調動軍警，衝突造成學生死傷的七五事件，后在傅作义的要求下被调离。
1948年10月30日，他任南京卫戍总司令部总司令。1948年11月14日，蔣介石特任陳繼承為战略顾问委员会委員:8729。1949年1月21日，蒋介石下野后，他先后随中华民国政府迁往广州、重庆，后来迁居香港。

### 台湾生活
1950年5月，陈继承奉召来到台湾，仍任总统府战略顾问委员会委员等职务。1952年10月，他退役，此后任台湾招商局顾问、台湾交通银行监察等职务。退休后，他锻炼身体并练习书法。
1971年12月10日，陈继承病逝于台北，葬于台北阳明山麓，其墓碑为蒋介石亲笔题写。

## 著作
- 陈继承，操典纲领释义（南京中央陆军军官学校黄埔小丛书），1930年10月
- 陈继承，青年将校之德性与技术，成都中央陆军军官学校黄埔出版社，1939年4月[1]

## 家庭
- 父：陈钟瑞，清朝秀才。
- 母：谢氏，靖江县西来镇人。
- 第一任妻子：张志辉，靖江县广陵镇张家六圩人，二人育有一子，后因张志辉有不良嗜好而离婚
- 第二任妻子：吴慕墀（1900年－1979年2月12日），国民大会代表，后与陈继承合葬
- 长子：陈越（1921年－1997年3月30日），冶金工程师，重庆大学矿冶系毕业，曾任武汉钢铁公司职工大学冶金系主任、高级工程师，武汉市第六届、第七届政协副主席，民革湖北省委员会常委及祖国统一委员会副主任，1997年3月30日在武汉病逝。
- 次子：陈钢，电力工程师，随陈继承赴台湾，后迁居美国，曾任美国俄克拉荷马州立电力公司配电工程师。[1]